# Пахомій II Константинопольський
Пахомій II Патестос (грец. Παχώμιος Β΄ Πατέστος), (? — після 1585) — Вселенський Константинопольський патріарх з 1584 по 1585 рр. Іноді його вважають узурпатором.

## Життєпис
Грецькі джерела XVI століття демонструють широке упередження проти Пахомія: Псевдо-Дорофей назвав його «розпусником», а Леонтій Євстракій заявив, що він «завдав християнам незмірне горе».
Пахомій був родом з Лесбосу. Він був людиною великої освіти, вченим, і він служив учителем філософії та математики султана Мехмеда III. Близько 1580 року став настоятелем патріаршої церкви в Константинополі. Приблизно в 1583 або 1584 роках, завдяки підтримці свого брата, який був багатим купцем, він купив своє обрання на митрополію Кесарії. Проте Патріарх Єремія ІІ Транос, який як Патріарх мав право затверджувати будь-яке призначення митрополита, відмовився його підтвердити та висвятити.
Пахомій очолював групу грецьких прелатів, які намагалися скинути Єремію, звинувачуючи останнього в підтримці грецького повстання проти Османської імперії, у хрещенні мусульманина та листуванні з папством. Єремія II був заарештований і побитий, після чого відбулося три суди: перше звинувачення було доведено фальшивим, але останнє призвело до його повалення 22 лютого 1584 року. Особистим рішенням султан Мехмед III призначив Пахомія Патріархом Константинопольським. Призначення було зумовлене не лише особистими стосунками Пахомія з султаном, а й обіцянкою збільшити щорічний податок, який церква сплачує Османській державі.
Під час патріархату Пахомія в Константинополі відбувся синод за участю єрусалимського патріарха Софронія IV, який засудив григоріанський календар і вигнав колишнього патріарха Єремію II, якого звинуватили в недостатньому протистоянні новому календарю.
Ці ж єпископи спробували скинути Пахомія, запропонувавши султанові Мураду III велику суму в 40 000 флоринів. Однак султан отримав таку ж суму від друзів Пахомія і залишив його на місці. Пахомій залишався непопулярним серед більшості своєї пастви; коли він мав сплатити збільшений щорічний дар, який він обіцяв султану, він спробував стягнути його з православних вірних, які відмовилися від їхньої допомоги. Щоб отримати гроші, Пахомій продав церковне майно, але обіцяної суми так і не зібрав. Пахомій також не звернув увагу на триваючу полеміку, розпочату проти нього дияконом Єремії II Никифором, який вважав його обрання незаконним. Зрештою Пахомій був скинутий нарадою прелатів 26 або 27 лютого 1585 року, і султан не заперечував рішення синоду. Наступником Пахомія став Феолепт II, який об'єднався з ним у поваленні Єремії роком раніше.
Через рік Пахомій був виправданий за звинуваченнями і був відправлений в Єгипет і на Кіпр збирати пожертви. Під час подорожі Пахомій був звинувачений в аморальній поведінці, і він повернувся до Константинополя, де працював і продовжував створювати проблеми. Нарешті його заслали до Валахії, де він і помер.